# Vier Nächte eines Träumers
Vier Nächte eines Träumers (Originaltitel: Quatre nuits d’un rêveur) ist ein französisch-italienischer Film aus dem Jahre 1970. Regie führte Robert Bresson. Der Film nimmt Anleihen an der Erzählung Weiße Nächte von Fjodor Dostojewski.

## Handlung
Im nächtlichen Paris trifft der Maler Jacques auf Marthe, die am Pont Neuf Suizid verüben will. Der Grund für den Selbstmordversuch war, dass sie an dieser Stelle von ihrem Liebhaber versetzt worden ist. Jacques verbringt vier Nächte mit Marthe, in denen sich beide näherkommen und sich gegenseitig ihre Lebensgeschichte erzählen. Als Marthe darauf ihren Liebhaber wiedertrifft, verlässt sie Jacques.

## Kritik
„Bressons Essay über die Liebe ist ein Film von äußerst intellektueller Klarheit und gleichzeitig von hohem künstlerischen Rang. Indem Bresson psychische Realität als physische Realität akzeptiert, macht er die Ideen hinter den Erscheinungen sichtbar und öffnet dem Kino neue Dimensionen.“